# Formatge de cassoleta

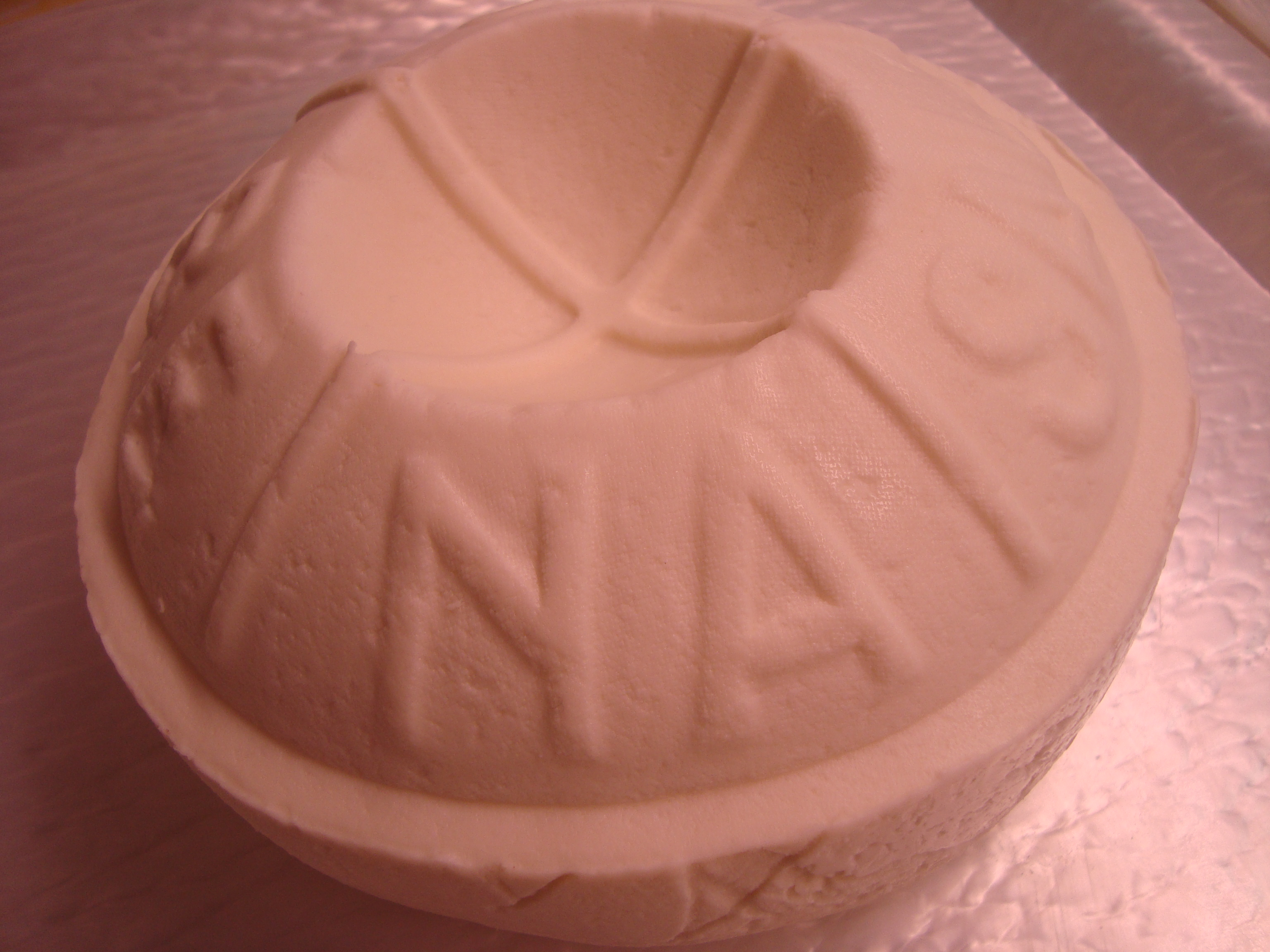
Formatge fresc de Benassal (L'Alt Maestrat).

El formatge de cassoleta, també conegut com a saladet valencià, formatge de Puçol (L'Horta Nord) o formatge de Borriana (Plana Baixa), és una varietat de formatge fresc típica del País Valencià. Està protegit amb una marca de qualitat des del 23 de desembre de 2008.

## Característiques
Aquest formatge està elaborat amb llet de cabra, de vaca i d'ovella, o bé una barreja d'aquestes. És un formatge de pasta premsada, rodó i petit (de 200 a 500 grams), amb una característica forma de volcà a causa del motlle amb què es fabrica, que antigament era de fusta d'olivera. És un formatge blanc, tendre, humit i salat, i té una textura ferma però tova, i no presenta crosta.